# Sphagnum perrieri
Sphagnum perrieri är en bladmossart som beskrevs av Thériot 1922. Sphagnum perrieri ingår i släktet vitmossor, och familjen Sphagnaceae. Inga underarter finns listade i Catalogue of Life.